# Sylphe à queue d'azur
Aglaiocercus kingii
Espèce
Statut de conservation UICN

 LC  : Préoccupation mineure
Répartition géographique
Statut CITES
Le Sylphe à queue d'azur (Aglaiocercus kingi) est une espèce d'oiseaux appartenant à la famille des Trochilidae.

## Description

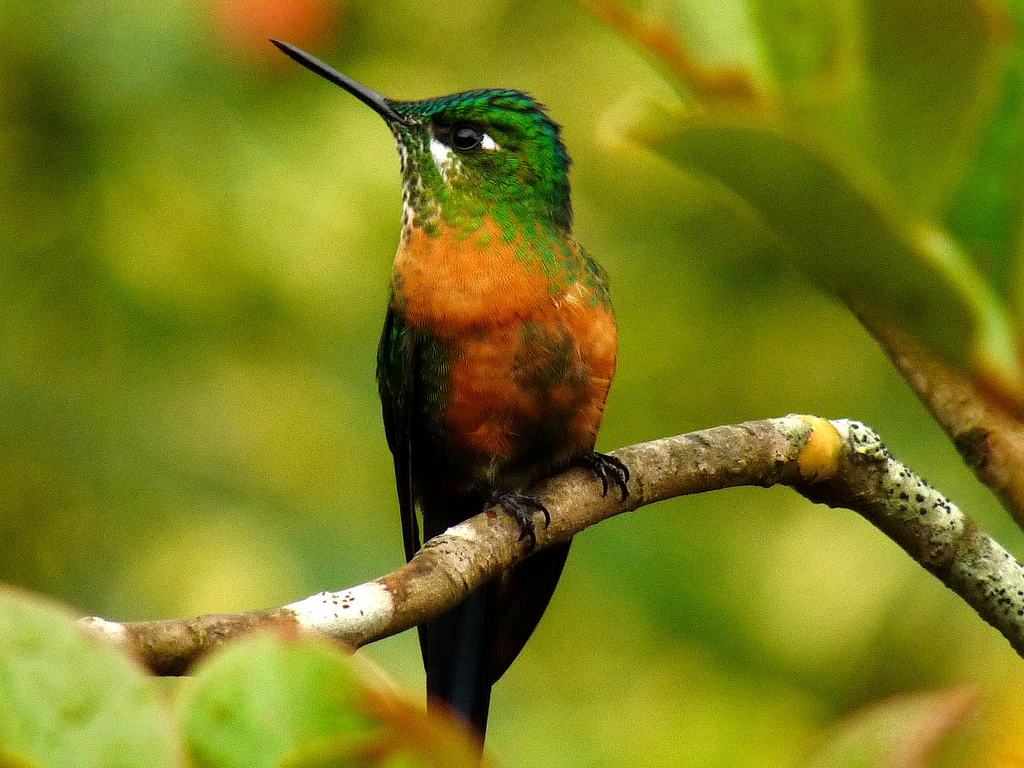
une femelle

Cet oiseau vit à travers les Andes : de la Bolivie au Venezuela.

## Sous-espèces
D'après Alan P. Peterson, il existe six sous-espèces :
- Aglaiocercus kingii caudatus (Berlepsch, 1892) ;
- Aglaiocercus kingii emmae (Berlepsch, 1892) ;
- Aglaiocercus kingii kingii (Lesson, 1832) ;
- Aglaiocercus kingii margarethae (Heine, 1863) ;
- Aglaiocercus kingii mocoa (Delattre & Bourcier, 1846) ;
- Aglaiocercus kingii smaragdinus Gould, 1846).